# Гаркавец (село)
Гаркавец (укр. Гаркавець) — село,
Пархомовский сельский совет,
Краснокутский район,
Харьковская область, Украина.
Код КОАТУУ — 6323585502. Население по переписи 2001 года составляет 8 (3/5 м/ж) человек.

## Географическое положение
Село Гаркавец находится  в верховьях балки Петрышив Яр, на расстоянии в 2 км от реки Хухра, недалеко от её истоков.
На расстоянии в 1 км расположено село Каплуновка.
По селу протекает пересыхающий ручей с запрудой.
В 1-м км от села проходит железнодорожная ветка, станция Александровка.

## История
- 1695 — дата основания.